# Merab Abaya
Pour les articles homonymes, voir Abaya (homonymie).
Merab Abaya ou Mirab Abaya (littéralement « Ouest Abaya ») est un woreda du sud de l’Éthiopie situé dans la zone Gamo. Ce district reprend la partie sud-est de l'ancien woreda Boreda Abaya. Il a 74 967 habitants en 2007 et fait partie de la région des nations, nationalités et peuples du Sud jusqu'au transfert de la zone dans la région Éthiopie du Sud en août 2023. Son chef-lieu est Birbir.
Situé dans la vallée du Grand Rift au bord du lac Abaya, le district est limitrophe de la zone Wolayita au nord et de la région Oromia à l'est. Son chef-lieu, Birbir ou Bir Bir, se trouve une cinquantaine de kilomètres au nord-est d'Arba Minch, vers 1 200 m d'altitude, près du lac.
| Boreda  | Humbo            |        |
| Chencha | Merab Abaya      | Abaya  |
|         | Arba Minch Zuria | Gelana |

Le recensement national de 2007 fait état de 74 967 habitants dans le district dont 8 % de citadins qui sont les 5 834 habitants de Birbir.
La majorité des habitants (65 %) sont protestants, 33 % sont orthodoxes et 2 % sont musulmans.
En 2022, la population du district est estimée à 105 621 personnes avec une densité de population de 168 personnes par km2 et 631 km2 de superficie.